# Claude Poperen
Pour les articles homonymes, voir Poperen (homonymie).
Claude Poperen, né le 22 janvier 1931 à Angers, est un homme politique français.

## Biographie
Il est le fils de Maurice Poperen, instituteur anarcho-syndicaliste et historien du mouvement ouvrier, et d’une ouvrière brodeuse à Angers.
Il est engagé chez Renault dans l'île Seguin à Boulogne-Billancourt le 1er septembre 1949 comme chaudronnier tôlier. Il adhère à la CGT en 1949.
Il est secrétaire syndical CGT chez Renault de 1956 à 1967.
Entré au Parti communiste français (PCF) en 1949, il en reste membre après l'insurrection de Budapest, contrairement à son frère Jean Poperen.
Il est élu au comité central du PCF en 1967, puis au bureau politique en 1970.
En désaccord avec les orientations de Georges Marchais, il quitte le bureau politique en 1987, puis le PCF en 1991. Il rejoint alors la Convention pour une alternative progressiste.
Il est promu au grade de chevalier de la Légion d'honneur le 16 septembre 2011 (cérémonie de remise de la médaille à la Maison des Metallos).